# Радослав Пајковић
Радослав Пајковић (Пешца, 13. август 1940. — Београд, 16. август 2018) био је југословенски књижевник.

## Биографија
Основну школу завршио је у селу Лужац надомак Берана, а гимназију „Панто Малишић“ у Беранама. Дипломирао је југословенску и светску књижевност, и апсолвирао постдипломске студије (теорија књижевности) на Филолошком факултету Универзитета у Београду и уписивао студије естетике. Још у гимназији, 1954. године, почиње активно да се бави књижевношћу, прозом, есејистиком и поезијом. Аутор је 154 библиографске јединице. Члан је Савеза писаца СФР Југославије од 1964. године.
Опус Радослава Пајковића садржи више романа, десетак књига поезије, велики број књига приповедака, више томова књижевних расправа, књига есеја, записа, путописа, народних умотворина, књига за најмлађе, речника симбола и других књижевних жанрова, антологија, од којих посебан помен заслужује „Лимопис“, у којој је сабрао песме и прозне записе о Лиму, реци која протиче кроз Црну Гору, Србију и Босну и Херцеговину.
Књижевни хроничар листа „Политика“ Зоран Радисављевић, тим поводом је записао:
„Јуче је, такође, представљен и комплет сабраних дела Радослава Пајковића (1940), дипломате (тренутно је у Москви) и писца, у 39 књига, на око 13 хиљада страница. У овом импозантном опусу налази се десетак песничких књига, више збирки приповедака, ниска романа, есеја, записа, путописа, народних умотворина, књига за децу… Нема жанра у коме се Пајковић није огледао. У његовој књижевној радионици на објављивање чека још двадесетак наслова. Дела Радослава Пајковића објавили су „Народна књига“ и „Народно дело“ из Београда и „Ступови“ из Андријевице („Политика“, среда, 12. април 2000). Превео је дела више књижевника са руског и украјинског језика. У засебним књигама објавио је преводе дела Антона Чехова, Андреја Платонова, Владимира Мајаковског, Назима Хикмета, Аркадија Кулешова, Дмитра Павличког, Бориса Олијника и других. Заступљен је у антологијама и читанкама. Приповетке су му превођене на немачки, чешки, украјински и белоруски језик. Добио је више признања за књижевни рад.”
Бавио се професионално дипломатијом (ССИП СФРЈ, МИП СРЈ) од 1964. године до одласка у пензију 2002. године. Био је конзул у генералном конзулату СФР Југославије у СССР-у (Кијев, 1974–1977), политички саветник у амбасади СФР Југославије у СССР-у (Москва, 1983–1988), опуномоћени министар–саветник у амбасади СР Југославије у Руској Федерацији (Москва, 1997-2000). Дипломатску каријеру је окончао у рангу амбасадора. Породица је донирала сабрана дела Удружењу за културу, уметност и међународну сарадњу „Адлигат”.
Преминуо у Београду 16. августа 2018. године у 78. години. Сахрањен у селу Лужац, у Беранама, у Црној Гори.